# Orthonevra lugubris
Orthonevra lugubris är en tvåvingeart som först beskrevs av Jaennicke 1867.  Orthonevra lugubris ingår i släktet glansblomflugor, och familjen blomflugor. Inga underarter finns listade i Catalogue of Life.